# Orlické nivy
Orlické nivy jsou geomorfologický okrsek ve střední části Třebechovické tabule, ležící v okresech Rychnov nad Kněžnou a Hradec Králové v Královéhradeckém kraji a v okrese Ústí nad Orlicí v Pardubickém kraji.

## Poloha a sídla

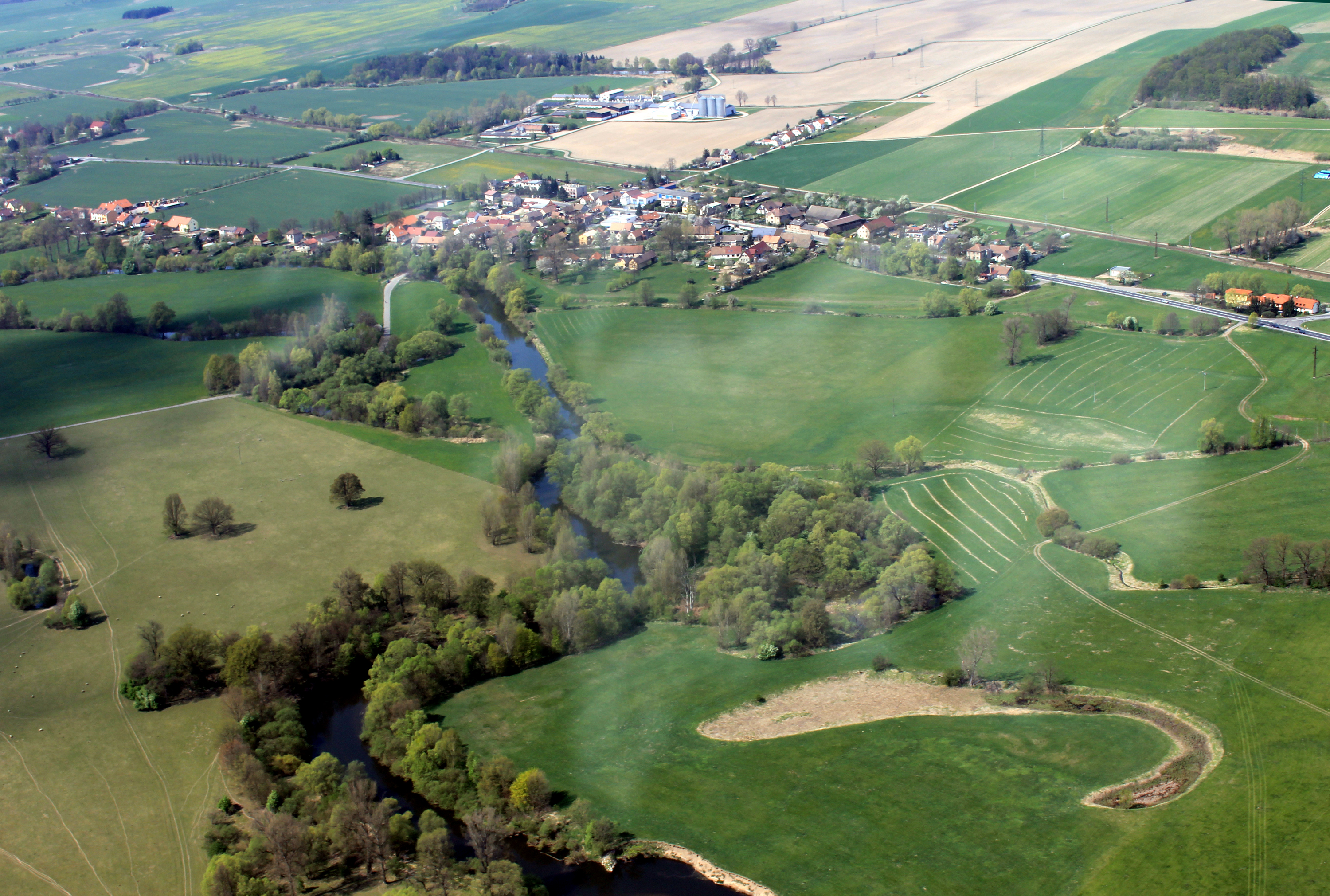
Niva Orlice u Nepasic, přírodní památka Orlice

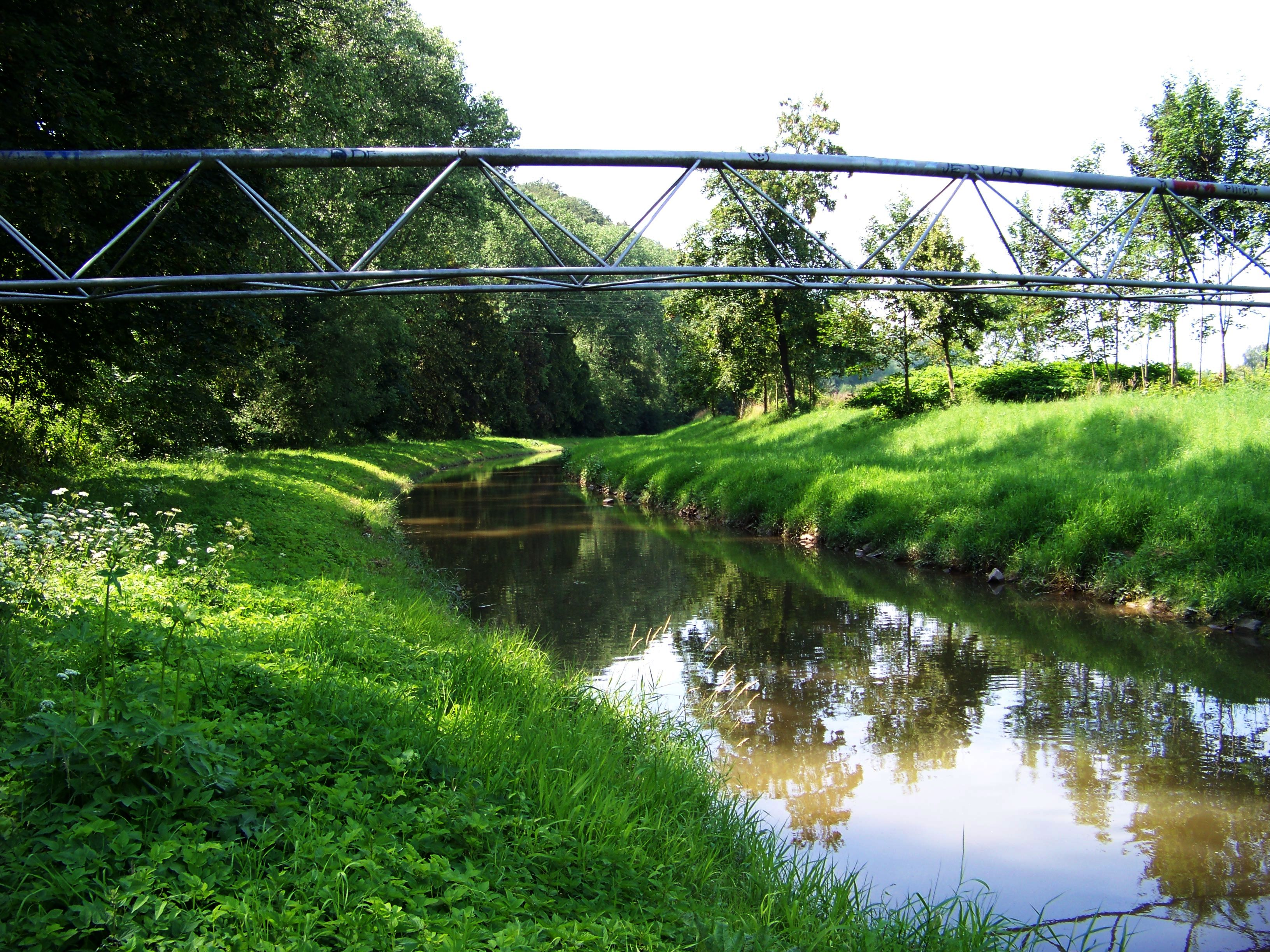
Tichá Orlice u Chocně

Úzký pás okrsku se táhne zhruba mezi sídly Hradec Králové (na západě), Třebechovice pod Orebem (na severu), Týniště nad Orlicí a Kostelec nad Orlicí (na východě), Choceň (na jihovýchodě) a Borohrádek a Albrechtice nad Orlicí (na západě).

## Geomorfologické členění
Okrsek Orlické nivy (dle značení Jaromíra Demka VIC–2B–8) geomorfologicky náleží do celku Orlická tabule a podcelku Třebechovická tabule.).
Alternativní členění Balatky a Kalvody okrsek Orlické nivy nezná, uvádí pouze jiné okrsky Třebechovické tabule: Opočenský hřbet, Rychnovský úval, Českomeziříčská kotlina, Černilovská tabule a Choceňská plošina.
Niva sousedí s dalšími okrsky Orlické tabule: Černilovská tabule na severu, Bědovická plošina na severovýchodě, Rychnovský úval na východě, Brodecká plošina na jihovýchodě, Vysokochvojenská plošina na jihozápadě. Dále sousedí s celkem Východolabská tabule na západě.